# Janusz Sołtysik
Janusz Sołtysik (ur. 2 lipca 1943 w Warszawie, zm. 14 stycznia 2022 w Częstochowie) – polski muzyk jazzowy, saksofonista, klarnecista i pianista.
W latach 60. XX wieku związany był ze środowiskiem studenckim Politechniki Częstochowskiej jako członek zespołu dixielandowego Klubu Studenckiego Filutek. Był także założycielem Stowarzyszenia Jazzowego w Częstochowie i pełnił funkcję jego prezesa, a następnie prezesa honorowego. Był również członkiem Polskiego Stowarzyszenia Jazzu Tradycyjnego. Przez wiele lat związany był z zespołem Five O’Clock Orchestra. W 2016 roku został na międzynarodowym festiwalu jazzu tradycyjnego Old Jazz Meeting laureatem Złotej Tarki. 